# 하나부사 카오토
하나부사 카오토(일본어: 英 かおと はなぶさ かおと[*], 10월 28일 - )는 다카라즈카 가극단 츠키구미 소속 남역 스타이다.
오카야마현 쿠라시키시, 현립 쿠라시키코죠이케 고등학교 출신이다. 키 171cm, 애칭은 "우-"이다.

## 약력
2011년, 다카라즈카 음악학교에 입학하였다
2013년, 다카라즈카 가극단 99기생으로 입단. 입단 당시 성적은 19등이었다. 유키구미 공연 「베르사이유의 장미」로 초무대를 하였다.
2014년, 구미마와리를 거쳐 츠키구미에 배속되었다.
2019년, 「I AM FROM AUSTRIA」로 신인공연 첫 주연. 신인공연 최종 학년이자, 마지막 찬스인 입단 7년차에 발탁이 되었다.

## 인물
3살부터 피아노, 중학고 3학년부터는 성악을 배워 오페라 가수 지망생이었다.
고등학교 1학년 봄에 아마미 유키 팬인 어머니의 권유로 다카라즈카를 처음 관극하였다. 막이 열렸을 때의 분위기나 반짝거리는 느낌이 잊혀지지 않아 "맨 가장자리여도 무대에 서고싶다"라고 생각하고 음악학교 수험을 결심했다.